# Pyrrhura molinae
Pyrrhura molinae е вид птица от семейство Папагалови (Psittacidae). Видът е незастрашен от изчезване.

## Разпространение
Разпространен е в Аржентина, Боливия, Бразилия и Парагвай.